# Ferdinand David
Ferdinand David (Amburgo, 18 giugno 1810 – Klosters, 19 luglio 1873) è stato un violinista e compositore tedesco.

## Biografia
Enfant prodige, nel 1835, notato da Felix Mendelssohn, diviene violino solista al Gewandhaus di Lipsia, eseguendo il concerto per violino e orchestra in mi minore op. 64 del grande compositore tedesco, che era a lui dedicato. Dal 1843 insegna violino al conservatorio di Lipsia continuando a suonare in tutta Europa. Tra le sue opere sono degni di nota i cinque concerti per violino e orchestra. Compose comunque anche musica sinfonica, musica da camera, trascrizioni e opere didattiche per violino.
Molto importante nella letteratura musicale per trombone è il suo "Konzertino" op.4 per trombone e orchestra che compose espressamente per Karl Traugott Queisser.
Tra i suoi allievi si annoverano Alexander Ritter, August Wilhelmj, Richard Sahla, Ludwig Abel, il giovane Max Brode, Evgenij Karlovič Albrecht e per breve tempo anche Joseph Joachim.
Massone, fu membro della Loggia di Lipsia Minerva zu den drei Palmen.